# Nayak di Madurai

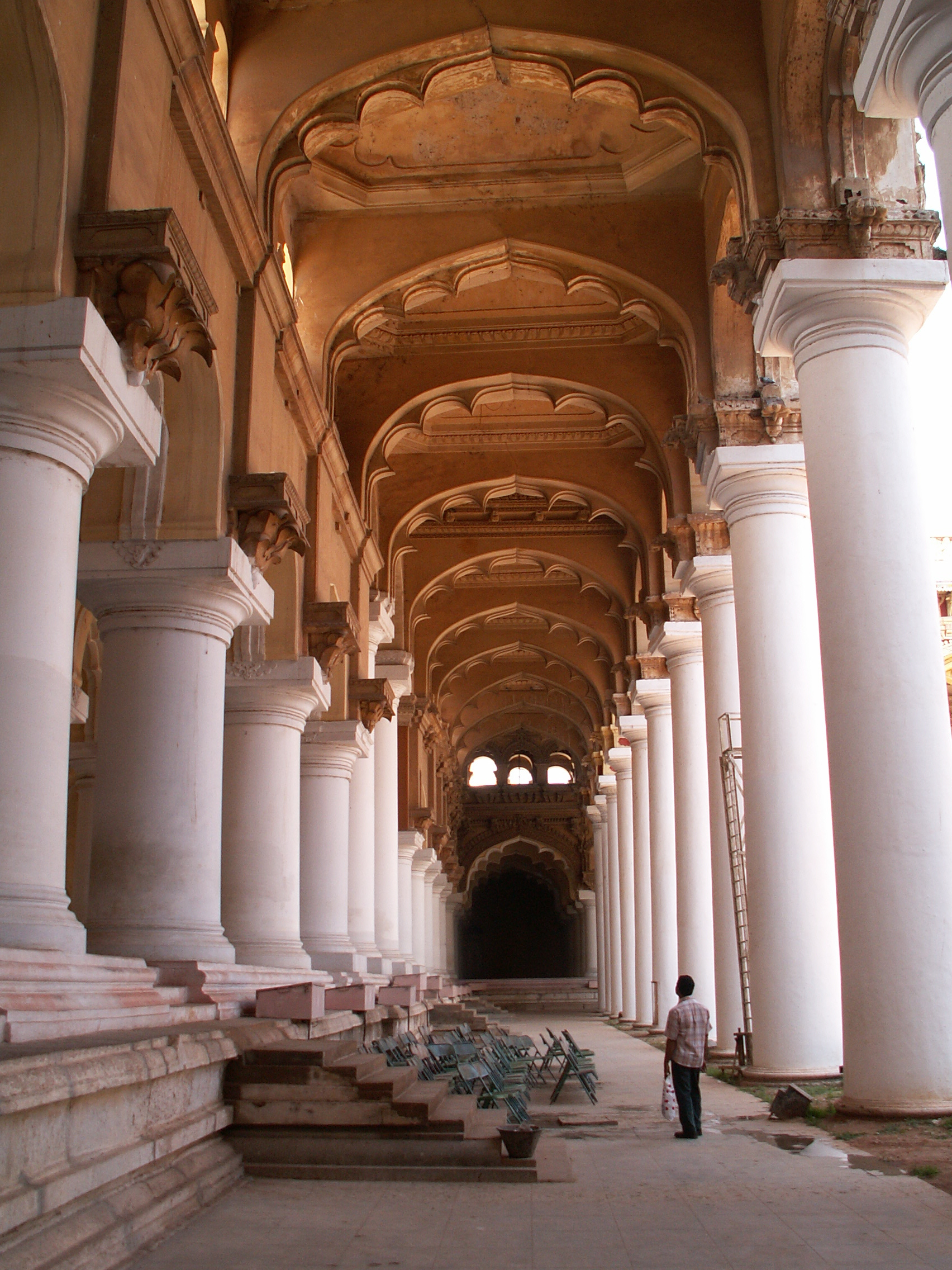
Il palazzo del nayak Thirumalai

I Nayak di Madurai furono una dinastia che governò dal 1559 al 1736 su una regione che comprende la maggior parte del moderno Stato federato indiano del Tamil Nadu, con Madurai come loro capitale. Inizialmente furono governatori dell'Impero di Vijayanagara, ma si resero indipendenti dopo la caduta di questo regno. Membri della casta Balija e di lingua telugu operarono riforme amministrative e culturali, rivitalizzando la costruzione di templi precedentemente saccheggiati dal Sultanato di Delhi e inaugurando uno stile architettonico unico.